# Beleg van Angband
In de fictieve wereld Midden-aarde van schrijver J.R.R. Tolkien is het Beleg van Angband een circa 400 jaar durende wapenstilstand die begon na de Dagor Aglareb en eindigde met de Dagor Bragollach.
De Noldor hielden tijdens deze periode een linie in stand in het noorden van Beleriand en blokkeerden daarmee Angband.